# Milan Cukovic
Milan Cukovic (ur. 31 sierpnia 1945) – guamski sztangista, olimpijczyk, uczestnik igrzysk olimpijskich w 1988 w Seulu.
Podczas tych igrzysk startował w kategorii do 110 kilogramów. Wówczas w rwaniu tylko jedną próbę na 95 kilogramów miał udaną, a pozostałe spalił. W podrzucie dwie próby na 120 i 125 kilogramów miał udane, natomiast próbę na 127,5 kilogramów spalił. Z wynikiem 220 kilogramów w dwuboju zajął 17. miejsce wyprzedzając jedynie tych sztangistów, którzy nie ukończyli zawodów.
W latach 1992–1996, Cukovic był jednym z wiceprzewodniczących Oceania Weightlifting Federation.